# Истязание
Истязание — причинение потерпевшему физических или психических страданий, включая систематическое нанесение побоев, применение пыток, угроз, оскорблений, а также иные насильственные способы: лишение сна, пищи, воды, запирание в холодное помещение, порка, связывание.
В соответствии со статьёй 117 УК РФ, причинение физических или психических страданий путём систематического нанесения побоев либо иными насильственными действиями, если это не повлекло за собой умышленного причинения тяжкого вреда здоровью или умышленного причинения средней тяжести вреда здоровью, наказывается ограничением свободы на срок до трёх лет или лишением свободы на тот же срок.
То же деяние, совершённое:
- в отношении двух или более лиц;
- в отношении лица или его близких в связи с осуществлением данным лицом служебной деятельности или выполнением общественного долга;
- в отношении женщины, заведомо для виновного находящейся в состоянии беременности;
- в отношении заведомо несовершеннолетнего или лица, заведомо для виновного находящегося в беспомощном состоянии либо в материальной или иной зависимости от виновного, а равно лица, похищенного либо захваченного в качестве заложника;
- с особой жестокостью, издевательством или мучениями для потерпевшего;
- группой лиц, группой лиц по предварительному сговору или организованной группой;
- по найму;
- по мотивам политической, идеологической, расовой, национальной или религиозной ненависти или вражды, либо по мотивам ненависти или вражды в отношении какой-либо социальной группы

— наказывается лишением свободы на срок от трёх до семи лет.